# Phlomis cypria
Phlomis cypria — вид квіткових рослин з родини глухокропивових (Lamiaceae). Ендемік Кіпру. 
Це чагарник заввишки 0.5–1.5 метра, який росте в низьких маквісах на сухих вапнякових схилах і скелях, а також у відкритих соснових лісах. Зустрічається на висотах від 100 до 1000 метрів над рівнем моря.

## Загрози й охорона
Оскільки більшість територій знаходяться в межах охоронюваних державних лісів, лише деякі з них постраждали від розширення міст. Іншими загрозами, про які повідомляється, є пожежі, випас худоби, лісовідновлення та покращення доріг. Phlomis cypria внесено до Додатку II Директиви про середовища існування та до Додатку I Конвенції про охорону дикої флори і фауни та природних середовищ існування в Європі (Бернська конвенція). Рослину внесено національного червоного списку.